# Simkaart

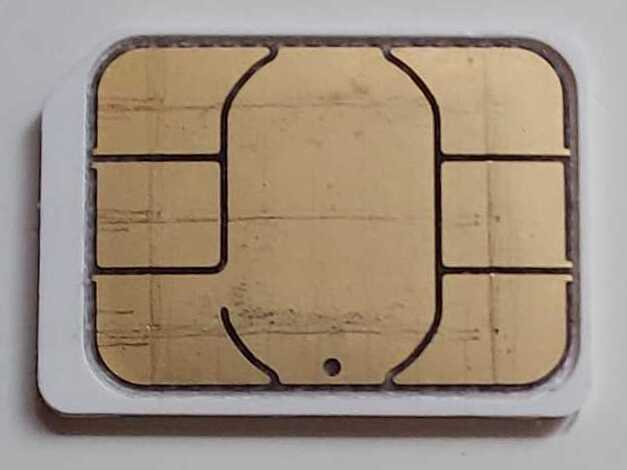
Nano simkaart van Vodafone, in gebruik tot 2024

Een simkaart (afgeleid van de Engelse afkorting SIM oftewel subscriber identity module) is een chipkaart die in een mobiele telefoon of ander apparaat wordt gestoken en die de unieke gegevens draagt van de betreffende netwerkprovider om verbinding te kunnen maken tussen het mobiele apparaat (telefoon, modem, enz.) en de netwerkprovider (KPN, Vodafone, Odido enz.).

## Geschiedenis

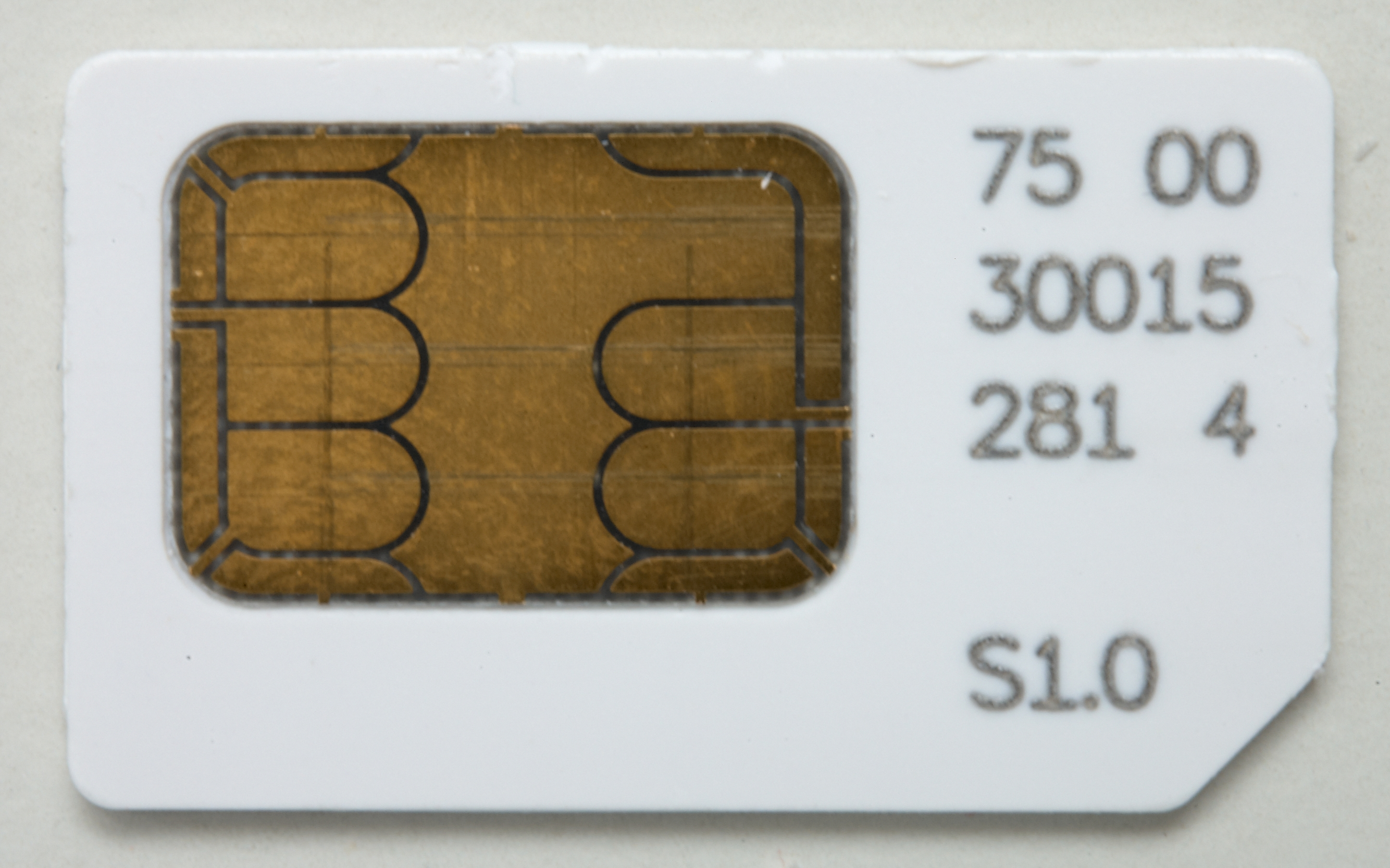
Een simkaart van Proximus uit 2010

In de jaren tachtig werd er via de overkoepelende organisatie op telecommunicatiegebied in Europa, de CEPT, overlegd over het ontwikkelen van een nieuwe standaard voor mobiele telefonie. De uitkomst van dit proces was de simkaart als informatiedrager. Deze kwam voort uit de afgesproken nieuwe internationale standaard, het gsm-netwerk. De kaart kreeg een uniek serienummer en bijbehorende netwerkinformatie, waardoor vanaf het begin van de gsm-technologie een uniformiteit binnen Europa tot stand kon worden gebracht. In het begin van de jaren tachtig werd zo eerst binnen de Europese Unie deze standaard formeel vastgesteld. De ontwikkeling van het bijbehorende netwerk kwam pas op gang aan het begin van de jaren negentig, waardoor vanaf dat moment de simkaart een positie binnen de telefonie ging innemen. Giesecke & Devrient produceerde de eerste commerciële simkaart die in 1991 via het Finse Radiolinja op de markt kwam. De eerste simkaart had de vorm van een pinpas. Aan het eind van de jaren negentig werd een kleinere variant op de markt gebracht. Dit was de minisimkaart met een grootte van 25 × 15 mm. Doordat mobiele telefoons steeds kleiner werden in het begin van de eeuw werd in 2003 de microsimkaart ontwikkeld. Nadat ook deze te groot werd kwam Giesecke & Devrient in 2012 met de nanosimkaart die op dit moment het meest gebruikt wordt in mobiele telefoons.

## Omschrijving
Bij een abonnement zijn de aansluitingsgegevens gekoppeld aan de gegevens van het abonnement, inclusief de identiteit van de abonnementhouder. Bij een vooruitbetaald abonnement, prepaid, is dit gekoppeld aan de gegevens van de prepaidaansluiting, en alleen bij registratie aan de identiteit van de houder. In sommige landen, waaronder Spanje en België, is registratie verplicht. In Nederland is dat ook voorgesteld. De simkaart voor UMTS wordt formeel U-SIM (Universal Subscriber Identity Module) genoemd. De simkaart is uniek door een referentienummer van 13 cijfers.

## Gegevens
De belangrijkste gegevens op de simkaart zijn:
- de IMSI: het 15-cijferige international mobile subscriber identity. De IMSI is in het mobiele netwerk gekoppeld aan één of meer mobiele telefoonnummers.
- de algoritmes voor encryptie: deze wordt gebruikt voor het aanmelden bij een provider (een bedrijf dat mobiele telefonie aanbiedt). De toegepaste algoritmes blijken niet onkraakbaar, maar zijn veilig genoeg voor gewone gesprekken.
- frequentieverspringing: voor het beveiligen van het telefoongesprek zelf, wisselt een telefoon voortdurend van frequentie. Dit gebeurt zo vaak, dat het afluisteren van het radiosignaal alleen een ruis oplevert en geen duidelijk gesprek.
- de identificatie van de huidige locatie: wanneer het toestel wordt aangezet in hetzelfde gebied als waarin het werd uitgezet, wordt overhead bij het aanzetten voorkomen. Het HLR-register laat toe om de locatie te kennen waar het betreffende telefoonnummer kan worden opgeroepen.
- Daarnaast biedt de simkaart nog opslagruimte voor een telefoonboek en enkele sms-berichten. De inhoud van de simkaart kan worden overgebracht van en naar een pc om een reservekopie (een back-up) te maken.

Een simkaart is via de IMSI automatisch verbonden met een roepnummer of CLI. De simkaart wordt gebruikt om uitgaande gesprekken te factureren of om het prepaid tegoed te debiteren.
De IMSI mag niet worden verward met het 15-cijferige IMEI-nummer dat het gsm-toestel zelf identificeert, en dat kan worden gebruikt om het toestel te laten blokkeren bij diefstal of verlies.
Een simkaart kan in verschillende toestellen worden gebruikt. Sommige operatoren leveren duosimkaarten af, gekoppeld met eenzelfde telefoonnummer, wanneer de gebruiker twee toestellen afwisselend gebruikt, zonder dat de kaart telkens in het andere toestel moet worden aangebracht.
Een eSIM is een ingebouwde simkaart die instelbaar is op een bepaalde provider en een bepaald telefoonnummer. Dit kan ook in combinatie met het genoemde concept van een duosimkaart, waarbij een andere e-sim of een gewone simkaart in een ander toestel aan dezelfde provider en hetzelfde telefoonnummer gekoppeld is.

## Techniek

full-size SIM (1FF), mini-SIM (2FF), micro-SIM (3FF) en nano-SIM (4FF)

Technisch gezien is de SIM een microcomputer die de noodzakelijke operaties (voornamelijk encryptie en decryptie) uitvoert op basis van intern opgeslagen gegevens. Het bevat een processor, geheugen (zowel ROM als RAM), EEPROM en input/output.
De eerste mobiele telefoons hadden een simkaart op creditcardformaat (85 bij 54 mm). Hierna volgde de mini-sim van 25 bij 15 mm. De steeds kleiner wordende mobiele telefoons gebruiken nu vrijwel allemaal de kleine micro-sim van 15 bij 12 mm. Met de introductie van de Apple iPhone 5 in oktober 2012, werd voor het eerst gebruikgemaakt van de nano-simkaart. Deze heeft een omvang van 12,30 bij 8,80 mm. De elektrische aansluitingen bij de verschillende simkaarten zijn gelijk (vorm, afmetingen en functies). Van een groter formaat simkaart kan een kleiner formaat worden gemaakt. Hiervoor zijn speciale kniptangen in de handel. Ook kan men dit bijvoorbeeld met een schaar voorzichtig zelf knippen. Hiervoor zijn handleidingen op het internet te vinden. Kleiner formaat simkaarten zijn in toestellen waarin een groter formaat geplaatst moet worden te gebruiken door gebruik te maken van een simadapter. Noot: Als met een kniptang de simkaart kleiner is gemaakt, kan men de rand gebruiken om de chipkaart weer 'groter te maken' indien dit nodig is.
De interface tussen de simkaart en het mobiele toestel is gestandaardiseerd (in de standaard 3GPP TS 51.011), zodat de gebruiker gemakkelijk kan overstappen naar een nieuwe telefoon door de simkaart over te zetten. Daarmee gaan de op de kaart opgeslagen sms-berichten en het telefoonboek mee naar de nieuwe telefoon. Met een sim-only-aanbieding van een andere netwerkleverancier kan de gebruiker gebruik blijven maken van zijn huidige telefoon, tenzij deze is afgeschermd is door een simlock. Een mobiele telefoon waar twee kaarten in kunnen, heet een dualsimtelefoon.

## Beveiliging
Het toepassen van de simkaart kan worden beschermd door gebruik te maken van een persoonlijk identificatienummer (PIN). PIN1 beschermt het normale gebruik van de telefoon. Een tweede code, PIN2, kan toegepast worden om speciale functies te beschermen (bijvoorbeeld bij het uitlenen van de telefoon). Daarnaast zijn er nog twee zogenoemde pukcodes, namelijk PUK1 en PUK2, om respectievelijk PIN1 en PIN2 te herstellen.